# The Mercury Sound
The Mercury Sound（ザ・マーキュリーサウンド）は、福岡県出身のRiyootaと長崎県出身のSatsuからなる日本の音楽ユニット。2006年結成。

## 来歴
2004年に出会い、2006年頃、正式に
The Mercury Soundを結成し活動を開始。
2009年7月14日、インディーズデビューアルバム「First name」リリース。
2010年11月27日、ミニアルバム「Hisayama」をリリース。

## メンバー
- Riyoota（リヨータ、本名：安倍 良太（あべ りょうた）1982年）

福岡県出身。
- Satsu（サツ、本名：薩本 佳拡（さつもと よしひろ）1980年）

長崎県出身。

## ディスコグラフィ

### アルバム
- First name (アルバム)（2009年7月14日）
- Hisayama （2010年11月27日）

| スタブアイコン | サブスタブ | この項目は、まだ閲覧者の調べものの参照としては役立たない、音楽関係者（バンド等）に関連した書きかけの項目です。この項目を加筆・訂正などしてくださる協力者を求めています（P:音楽/PJ:芸能人）。 |